# JR East série E259
La série E259 (E259系, E259-kei) est un type de rame automotrice exploitée par la compagnie East Japan Railway Company (JR East) sur les services Narita Express.

## Histoire
La série E259 a été dévoilée par la JR East en août 2008 comme la remplaçante de la série 253 sur les services Narita Express. Les premières rames entrent en service commercial le 1er octobre 2009.
Le modèle est récompensé d'un Blue Ribbon Award en 2010.

## Description
Les rames sont composées de 6 caisses en alliage d'aluminium. Les cabines de conduite sont situées en hauteur, permettant l'intercirculation entre deux rames accouplées. Les équipements électriques et équipements de sécurité sont redondés.
Le design a été réalisé par Kenji Ekuan.

## Affectation
Les rames de la série E259 assurent l'ensemble des services Narita Express desservant l'aéroport international de Narita. De 2012 à 2020, une rame a également effectuée les services Marine Express Odoriko entre Tokyo et Izukyū Shimoda. Depuis le 16 mars 2024, elles effectuent également des services Shiosai.

## Galerie photos

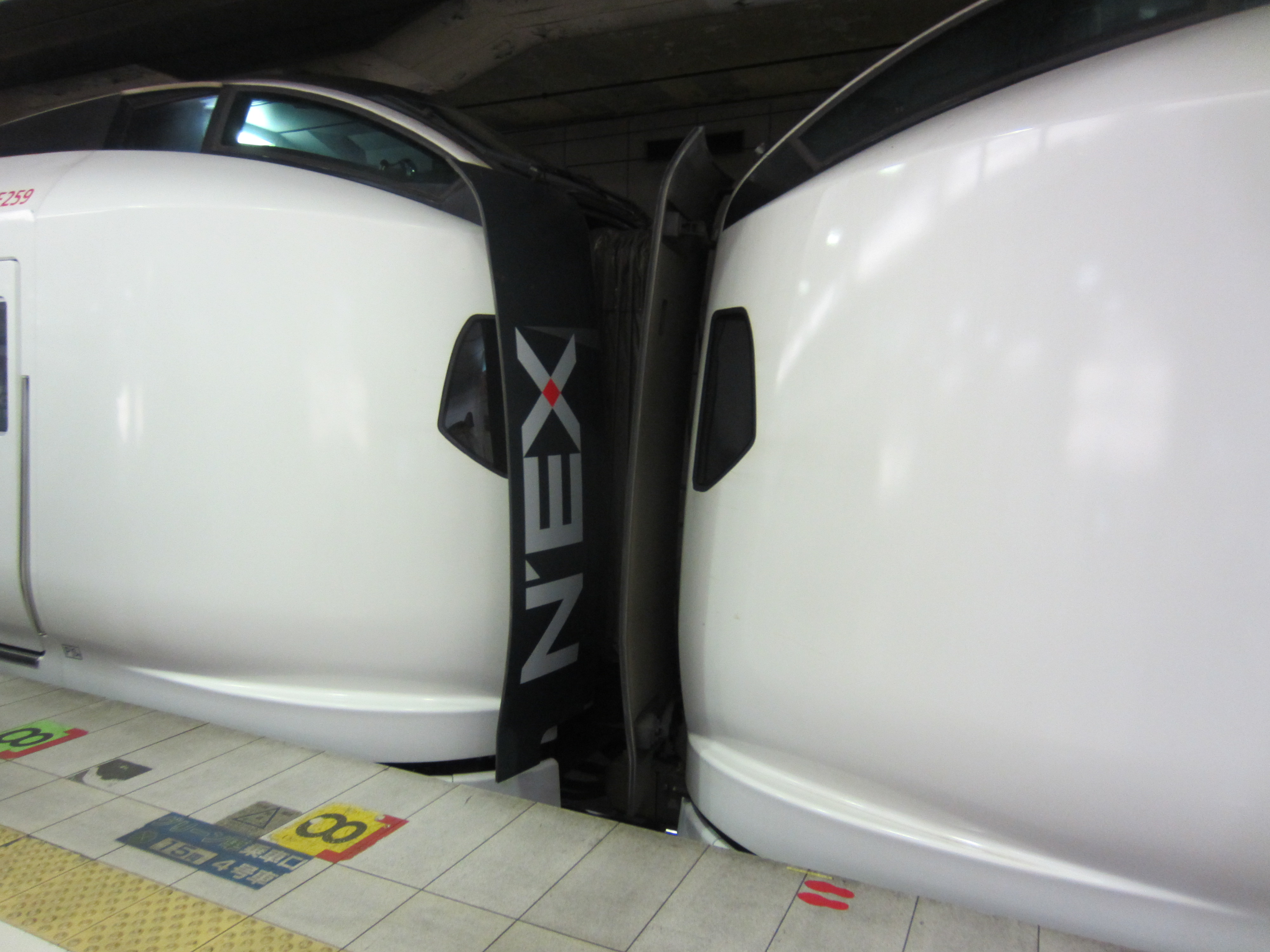
Deux rames accouplées
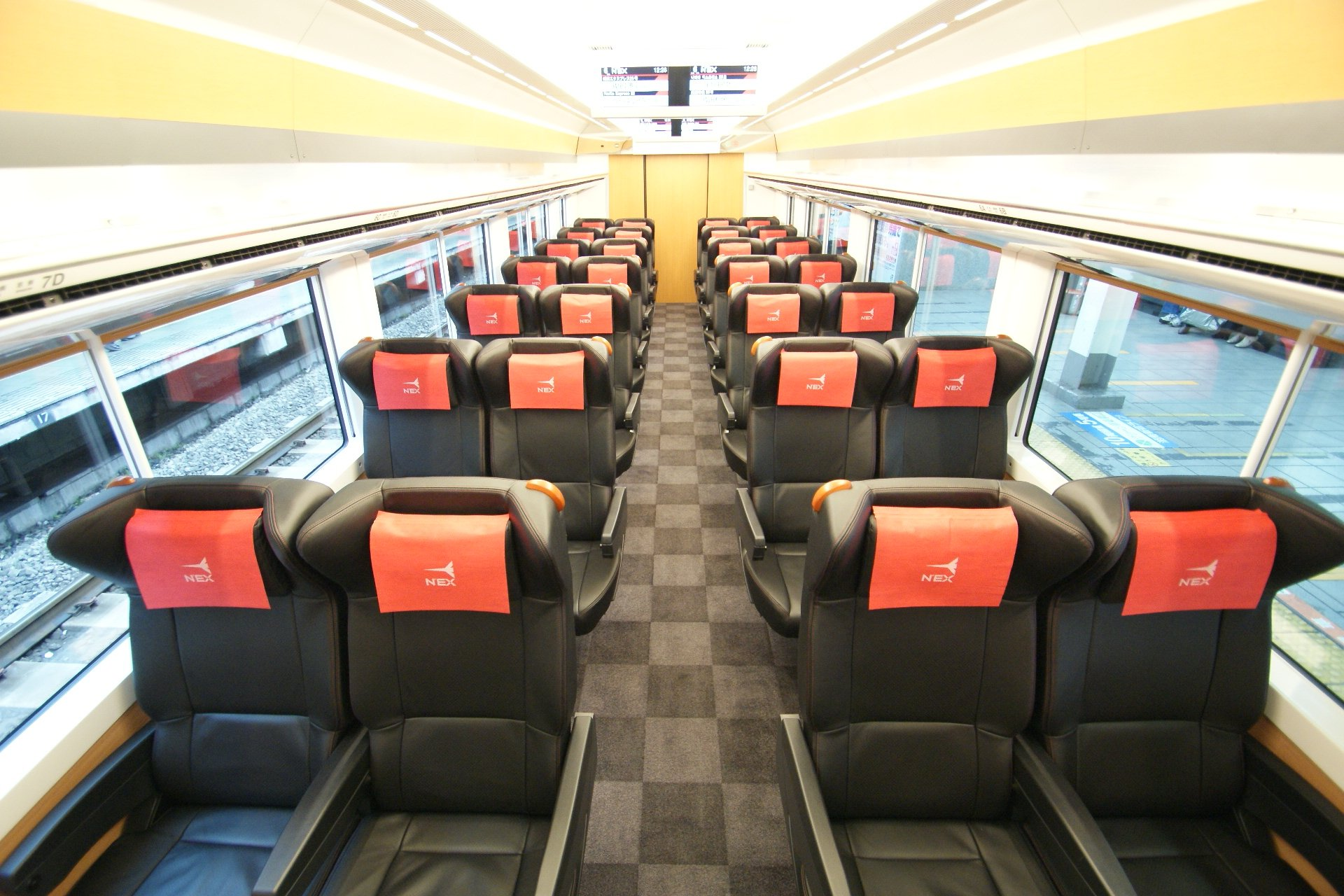
Intérieur de la "Green Class"
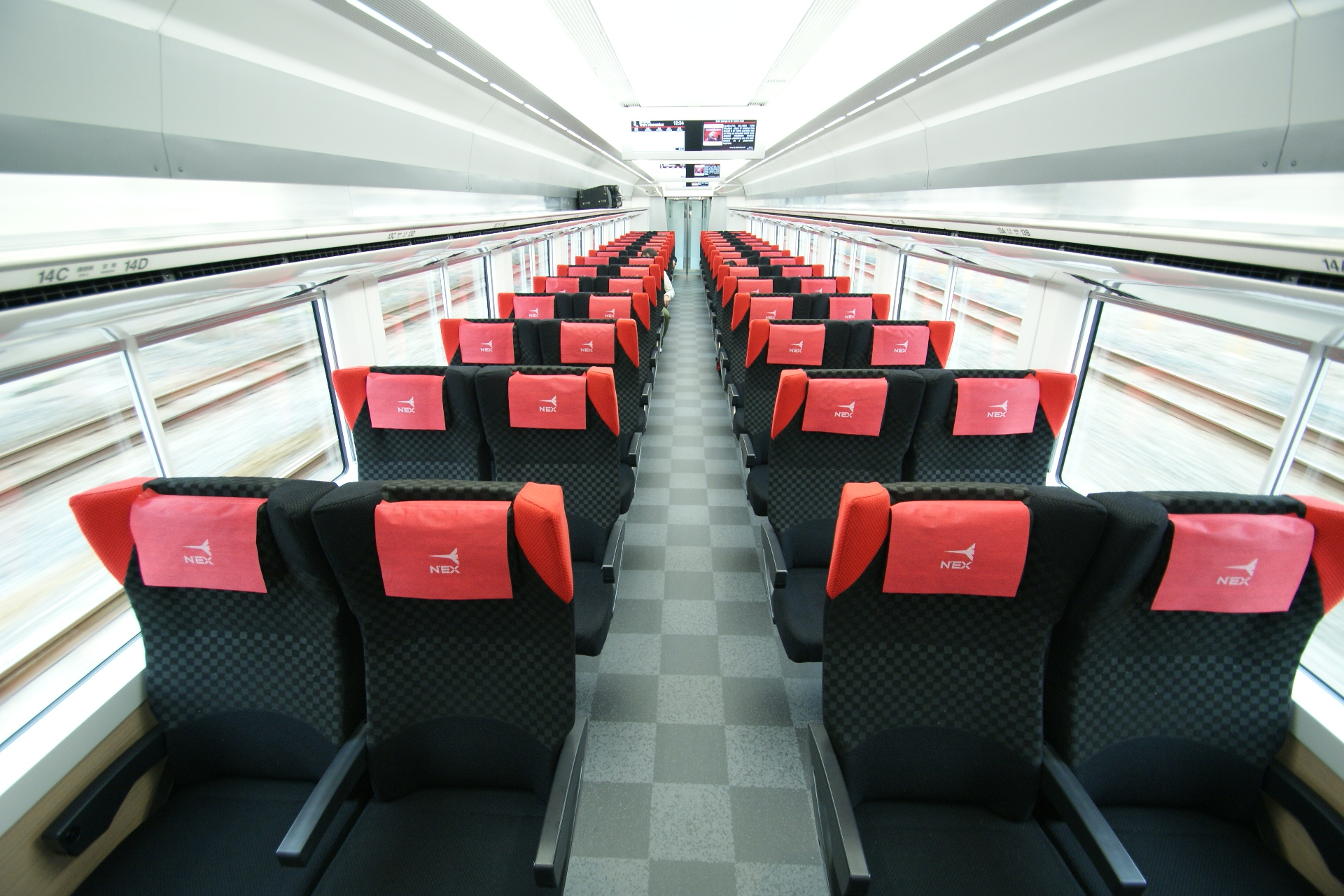
Intérieur de la classe standard